# Exophyla multistriata
Exophyla multistriata är en fjärilsart som beskrevs av George Francis Hampson 1910. Exophyla multistriata ingår i släktet Exophyla och familjen nattflyn. Inga underarter finns listade i Catalogue of Life.